# Loạn Hầu Cảnh (Đông Ngụy)
Loạn Hầu Cảnh (chữ Hán: 侯景之乱, Hầu Cảnh chi loạn) là cuộc nổi dậy của tướng lĩnh nhà Đông Ngụy là Hầu Cảnh chống lại quyền thần Cao Trừng diễn ra từ tháng 2 năm 547 đến tháng 1 năm 548. Cuộc nổi dậy này liên quan đến cả ba nước chia ba Trung Quốc thành thế chân vạc khi đó là Đông – Tây Ngụy ở Trung Nguyên và nhà Lương ở phía nam Trường Giang.

## Bối cảnh
Quyền thần Cao Hoan qua đời, con là Cao Trừng kế vị, lập tức triệu Hà Nam đạo Đại hành đài Hầu Cảnh vào triều.
Cảnh nắm 10 vạn binh, chuyên chế Hà Nam, sợ gặp vạ, bèn dùng kế của Vương Vĩ: vào tháng 2 Vũ Định thứ 5 nhà Đông Ngụy, tức năm Thái Thanh đầu tiên nhà Lương (547), sai Hành đài lang trung Đinh Hòa dâng biểu, đem 13 châu Dự, Quảng, Toánh, Lạc, Dương, Tây Dương, Đông Kinh, Bắc Kinh, Tương, Đông Dự, Nam Duyện, Tây Duyện và Tề đầu hàng nhà Lương. Lương Vũ đế cùng quần thần bàn bạc, mọi người đều nói là không nên nhận, Vũ đế không nghe, phong Cảnh làm Hà Nam vương, Đại tướng quân, Sứ trì tiết, Đổng đốc Hà Nam nam bắc chư quân sự, Đại hành đài, được Thừa chế như Đặng Vũ đời Hán, ban một bộ Cổ xuy.

## Diễn biến
Cao Trừng lập tức điều quân thảo phạt Cảnh. Tháng 5, tướng Đông Ngụy là Hàn Quỹ vây Toánh Xuyên . Cảnh thấy nguy cấp, xin cắt 4 thành Lỗ Dương , Trường Xã , Đông Kinh , Bắc Duyện  cầu viện Tây Ngụy. Vũ Văn Thái một mặt sai bọn Ngũ Thành vương Nguyên Khánh soái binh đến cứu, một mặt sai Kinh Châu thứ sử Vương Tư Chánh nhanh chóng chộp lấy 7 châu, 12 trấn, quân Đông Ngụy bèn lui.
Cảnh ra giữ Huyền Hồ , chưa được bao lâu, Thái gọi Cảnh vào triều. Cảnh bèn cầu viện Ti Châu thứ sử Dương Nha Nhân nhà Lương, Nha Nhân sai Trưởng sử Đặng Hồng đưa quân đến Nhữ Thủy, bọn Nguyên Khánh trong đêm bỏ trốn. Vì thế Cảnh nắm cả Huyền Hồ, Hạng Thành, dâng biểu lên triều đình nhà Lương xin cho quan viên đến trấn nhiệm. Lương Vũ đế lấy Dương Nha Nhân làm Dự, Ti 2 châu thứ sử, dời đến trấn Huyền Hồ, Tây Dương thái thú Dương Tư Kiến làm Ân Châu thứ sử, trấn Hạng Thành.
Khi ấy bộ tướng của Cảnh là Thái Đạo Tuân về bắc, kể rằng Cảnh đã rất hối hận, Cao Trừng bèn gởi thư chiêu dụ, hứa hẹn sẽ cho Cảnh làm Dự Châu thứ sử trọn đời, không truy cứu bộ hạ của Cảnh, lại tha cho gia quyến của Cảnh. Cảnh đáp thư không theo. Cao Trừng biết ông không chịu quay về, nên điều quân tiếp tục thảo phạt Cảnh.
Tháng 8, Lương Vũ đế thấy bọn Dương Nha Nhân đã vào ở Huyền Hồ, bèn sai cháu trai Trinh Dương hầu Tiêu Uyên Minh đưa quân đến đóng ở Hàn Sơn , cùng Cảnh hình thành thế ỷ giốc. Tháng 11, tướng Đông Ngụy là Mộ Dung Thiệu Tông đánh tan quân Lương, bắt sống Uyên Minh.
Tháng 12, trong lúc Thiệu Tông đánh Đồng Châu của Lương (thứ sử Quách Phượng bỏ thành chạy trốn), Cảnh soái quân vây Tiếu Thành không hạ được, lui về đánh Thành Phụ, nhổ được. Cảnh sai bộ hạ là Hành đài tả thừa Vương Vĩ, Tả hộ lang trung Vương Tắc đến triều đình Lương xin lập con em họ Nguyên làm Ngụy chủ. Vũ đế lấy Thái tử xá nhân Nguyên Trinh làm Hàm Dương vương, đợi sang sông sẽ cho lên ngôi.
Cao Trừng sai Thiệu Tông lui quân về tấn công Cảnh. Đôi bên đối lũy ở Qua Dương . Cảnh mệnh cho tướng sĩ khoác giáp ngắn, cầm binh khí ngắn, nhằm vào cẳng người chân ngựa mà chặt, Thiệu Tông thua trận, bộ tướng Trương Thị Hiển ngã ngựa bị bắt. Bộ tướng Hộc Luật Quang giận lắm, Thiệu Tông nói: "Ta đánh trận đã nhiều, chưa gặp kẻ nào khó đối phó như tên giặc này. Ngươi sao chống nổi!" Hộc Luật Quang mặc giáp đòi ra đánh, Thiệu Tông ngăn không được, quả nhiên lại thua chạy trở về. Từ đây Thiệu Tông đào ngòi sâu, dựng lũy dày, giằng co liên tiếp mấy tháng, Cảnh hết lương, nói dối bộ hạ rằng gia đình của họ bị giết cả rồi. Thiệu Tông đứng ở xa, nói lớn: "Gia đình các người đều được an toàn!" rồi ngẩng lên sao Bắc đẩu mà thề.

## Kết quả
Tháng giêng năm sau (548), bộ tướng của Cảnh là Bộc Hiển đưa quân bản bộ đầu hàng Thiệu Tông. Quân đội của Cảnh tan rã, mất đi 4 vạn giáp sĩ, 4000 thớt ngựa, hơn vạn cỗ xe quân nhu. Cảnh đưa vài chục kỵ binh tâm phúc, từ Hạp Thạch vượt sông Hoài, thu thập tàn quân, được 800 người.
Quân Đông Ngụy thừa thắng tấn công Huyền Hồ, Huyền Hồ thiếu lương, Dương Nha Nhân bỏ thành chạy về Nghĩa Dương. Đến giữa năm, tướng Tây Ngụy là Vương Tư Chánh bị bắt ở Trường Xã, Đông Ngụy giành lại toàn bộ đất đai đã mất.

## Dật sự
Cảnh nắm giữ Hà Nam, quan cao quyền trọng, thực lực hùng hậu, bấy giờ uy thế như mặt trời lên cao. Ông xem thường con trai Cao Hoan là Cao Trừng, nói: "Cao Hoan còn sống, ta không dám làm gì. Cao Hoan đã chết rồi, ta tuyệt đối không làm việc cùng thằng nhãi Tiên Ti."
Vào lúc lâm chung, Cao Hoan dặn dò thế tử Cao Trừng: "Hầu Cảnh giảo hoạt lắm kế, phản phúc khó lường. Sau khi ta chết, ắt sẽ không phục tùng mày đâu!"
Khi Cảnh trấn Hà Nam, xin với Cao Hoan cho một dấu hiệu để phân biệt thật – giả. Mỗi lần đôi bên trao đổi thư từ, đều thêm vào một chấm, đến con em trong nhà cũng không biết. Về sau Cao Hoan mất, Cao Trừng giữ kín tin tức, mượn danh nghĩa của cha gọi Cảnh vào triều. Ông xem thư thì biết là trá, nên quay sang đầu hàng nhà Lương.
Khi Vũ Văn Thái gọi Cảnh vào triều. ông biết rõ ngoài là ủy cho trọng nhiệm, trong là thu lấy binh quyền, nên quyết tâm hàng Lương, ngang nhiên đáp lại rằng: "Ta vì cái thứ tự bị đảo lộn mà cảm thấy bị sỉ nhục bởi Cao Trừng, thì sao có thể cùng Em lớn (nguyên văn: Đại đệ, chỉ Vũ Văn Thái) sánh vai mà đi?"
Khi Cảnh bị Thiệu Tông đánh bại, vượt sông Hoài chạy trốn. Trên đường đi qua một tòa thành nhỏ, có người đứng trên tường mắng: "Tên nô tài què sao dám làm bậy!" Cảnh giận, phá thành giết kẻ ấy rồi mới đi. Ông đêm ngày chạy trốn, mà quân Đông Ngụy cũng không dám bức bách. Cảnh sai sứ nói với Thiệu Tông rằng: "Cảnh nếu bị bắt, ngài còn được dùng vào việc gì?" Thiệu Tông bèn tha cho ông.